# Arasada kanshireiensis
Arasada kanshireiensis là một loài bướm đêm trong họ Noctuidae.